# Uvaria dac
Uvaria dac este o specie de plante angiosperme din genul Uvaria, familia Annonaceae, descrisă de Jean Baptiste Louis Pierre, Achille Eugène Finet și François Gagnepain. Conform Catalogue of Life specia Uvaria dac nu are subspecii cunoscute.